# 고사기

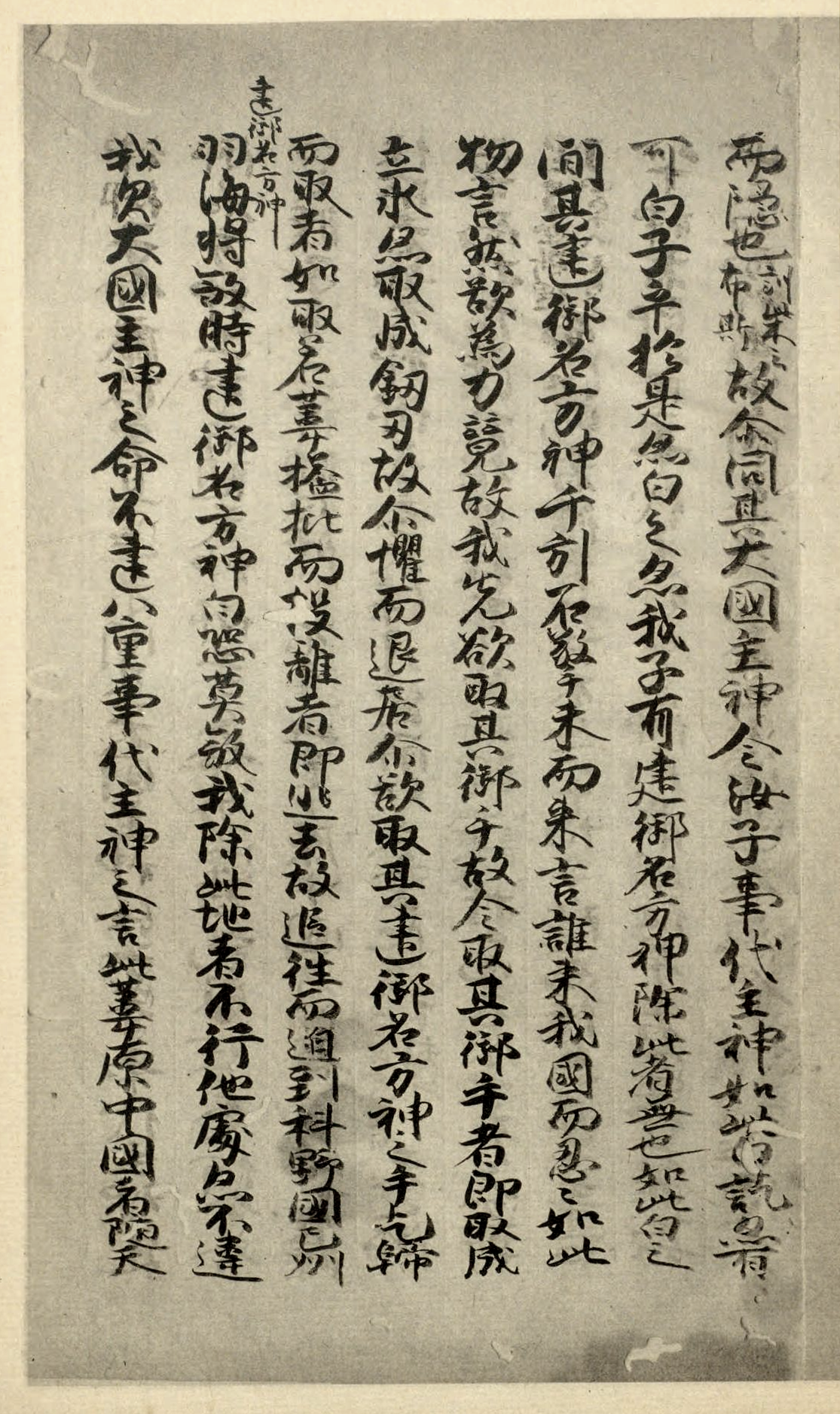

고사기(일본어: 古事記, こじき)는 일본에서 가장 오래된 역사책이다. 그 서문에 따르면 와도(和銅) 5년(712년)에 겐메이 천황의 부름을 받아 오호노아소미 야스마로(太朝臣安麻呂)가 바친 것으로 되어 있다. 고지키라는 제목은 음독이며, 훈독으로는 후루코토후미(일본어: 古事記, ふることふみ)라고도 읽지만 일반적으로 음독으로 불린다.

## 개요
원본은 현존하지 않고, 필사본 형태로 몇 가지 사본(성립 연대는 이 사본의 서문에 기록된 날짜에 따른 것)이 전하고 있다. 내용은 일본에서 신대(神代)라 불리는 신화 시대의 아메쓰치(天地)의 창조에서 시작해 스이코 천황의 시대에 이르는 여러 가지 사건(신화나 전설 등을 포함)과 함께, 고대 일본의 수많은 노래들을 수록하고 있다. 덧붙여 「다카마노하라(高天原)」라는 말이 많이 쓰이는 점도 《고사기》의 특징이다.
일본에서 가장 오래된 신화와 전설을 기록한 역사서로 알려져 《일본서기》와 함께 고전으로 중시되나, 일반적으로 일본에서 가장 오래된 역사서는 더 후대를 기술한 책인 일본서기로 간주된다. 《일본서기》처럼 율령국가의 정사(正史)로서 황명으로 편찬된 책은 아니지만, 서문에 "제기(帝紀)를 찬록하여 구사(舊辭)를 토핵하고, 거짓을 깎아내고 사실을 가려 후세에 전해주려 한다(撰錄帝紀 討覈舊辭 削僞定實 欲流後葉)"는 덴무 천황의 발언이 실려있는 것에서 미루어 《일본서기》와 같은 황명으로 편찬된 사서로 간주하기도 한다. 당시 천황을 제신(祭神)과 연결시켜 천황이 가진 권력의 '정당성'과 '정통성'을 주장하려 했다고 볼 수도 있다.

## 내용
성립 경위를 기록한 서문에서는 덴무 천황의 명으로 히다노 아레(稗田阿礼)가 「송습(誦習)」하고 있던 「제황일계(帝皇日継)」(천황 계보)과 「선대구사」(先代舊辞)(오래된 전승)을 오오노 야스마로가 글로 적어서 편찬한 것으로 되어 있다. 일반적으로 「송습」은 「암송」으로 해석되지만, 오기와라 아사오(荻原浅男)는 쇼가쿠칸에서 펴낸 『일본고전문학전집(日本古典文學全集)』 제1 《고사기》에서 「옛 기록을 보면서 고어로 구절을 떼어 반복해서 낭독하는 뜻으로 해석하여야 한다」고 주장하였다. 책 제목인 《고사기(古事記)》는 원래는 단순히 '오래된 책'이라는 뜻의 보통명사로 정식 이름은 아니며, 그 제목을 야스마로가 붙였는지 후대에 누군가가 붙인 것인지는 확실하지 않다.
《고사기》는 상, 중, 하의 세 권으로 나뉘는데, 천황가의 계보와 신화·전설 등을 중심으로 한 이야기로 구성되어 있으며, 상권은 신들의 이야기, 중 · 하권은 각 대(代)의 계보와 천황 · 황자들을 중심으로 엮어져 있다(중권은 초대부터 15대 천황까지, 하권은 16대부터 33대 천황까지). 내용은 크게 「제기」(천황 기록) 부분과 「구사」(전승) 부분으로 분류할 수 있다. 「제기」는 초대 천황에서 제33대 스이코 천황까지의 이름, 황후 · 황자 · 황녀의 이름 및 그 자손의 씨족과 이밖에 황궁의 이름 · 치세 햇수 · 붕어한 해의 간지 · 수명 · 능묘의 소재지 및 그 치세의 주된 사건 등을 적었는데, 이것은 당시 야마토 조정의 가타리베(일본어: 語部, かたりべ) 등이 암송했다가 천황의 모가리(일본어: 殯, もがり), 즉, 빈소에서의 제의 등에서 구술하던 관습을 6세기 중반에 이르러 문자로 기록한 것이다. 「구사」는 궁정 내의 이야기, 황실이나 국가의 기원에 관한 이야기를 집계한 것으로 「제기」와 같은 시기에 쓰여진 것이다. 이 「제기」나 「구사」는 6세기 전반 내지 중엽 무렵까지의 시기에 야마토 조정의 오키미(大王) 집안을 중심으로 하는 귀족이나 호족이 창작한 구비전승으로서 '천황'(오키미)이라는 존재가 야마토(일본)을 지배하게 된 경위를 설명하는 것으로, 임신의 난을 넘기고 신성화된 왕권의 유래를 이야기하면서, 천황의 지배하인 국가체제를 정당화하기 위해 만들어졌다는 점에서 일본 민족의 진정한 역사적 전승은 아니다. 한편, 널리 민중들에게도 수용하게 할 필요도 있었던 점에서, 민중을 의식한 상권 부분이 본래의 《고사기》가 아니냐고 보는 설도 있다.
오노 야스마로는 히다노 아레가 '송습'하는 자료를 바탕으로 한자의 훈독과 음독 표기를 섞고 알기 어려운 말에는 주(註)를 달았다. 본문은 변체 한문을 주로 하고 일본의 고어나 고유 명사처럼 한문으로 대용하기 어려운 것은 한 자 한 음 표기로 하고 있으며, 가요는 모두 한 자 한 음 표기로 본문의 한 자 한 음 표기 부분을 포함해 고대 일본의 특수한 가나 사용법의 연구 대상이 되고 있다. 또 한 자 한 음 표기 가운데는 일부 신(神)의 이름 등의 오른쪽에 상(上), 거(去)처럼, 중국의 문서에서 볼 수 있는 한어의 성조인 사성 중 상성이나 거성 같은 문자를 배치하고 있다.
《고사기》는 이야기가 중심이 되면서도 많은 노래가 수록되어 있는데, 상당수는 민요나 속요로서 이야기에 맞추어 삽입되었을 가능성이 높다. 유명한 것은 스사노오노 미코토(須佐之男命)가 구시나다 히메(櫛名田比売)와 결혼했을 때 지어 불렀다는, 와카의 시초로 여겨지는
| “ | 八雲たつ 八雲八重垣 妻ごみに 八重垣作る その八重垣を 뭉게뭉게 피어오른 이즈모의 구름 여러 겹으로 담을 두르네. 사랑하는 아내를 머물게 하기 위해 여러 겹 울타리 만드네. 훌륭한 울타리여. | ” |

등이 있다.
사료상으로 서문에 기록된 성립 과정이나 당시 황실의 관여에 대해서는 확실하지 않거나(서문에서 밝힌 천황의 지시로 완성했다는 《고사기》 성립을 뒷받침하는 사료는 전혀 없다) 혹은 실제 사실과 모순되는 점이 많다는 견해가 있고, 《일본서기》나 《속일본기》 같은 다른 공식 사서의 기록에도 《고사기》의 언급이 없는 등, 《고사기》라는 사서의 존재를 직접적으로 증명해주는 물증도 없다는 점에서 《고사기》를 위서로 간주하는 설도 주창되고 있다(후술). 《고사기》의 가장 오래된 사본은 남북조 시대의 것으로 그 이전의 모습을 얼마나 간직하고 있는지 여부에 대해 의문을 품는 이른바 '개찬설'도 있으나, 여기에는 고고학적인 반론이 있다.
《고사기》는 국가 통치의 기본을 확립할 의도에서 작성된 것으로 사서로서의 일면도 있으나, 또한 신화 · 전설 · 가요 등 문학성이 풍부한 내용을 가진 일본 문학사의 최초를 장식한 뛰어난 작품이라 하겠으며, 일본 신토의 '경전'의 하나로서(《고사기》에 수록된 신들은, 현재 일본의 많은 신사에서 제신으로 모셔지고 있다) 신도를 비롯한 일본의 종교 문화 · 정신 문화에 오늘날까지 많은 영향을 주고 있다. 특히 상권에 나와있는 신화 부분은 한국의 신화와 유사한 부분이 많아, 한국의 신화 연구에 도움이 되고 있다.
현존하는 《고사기》 사본은 주로 오나카토미노 사다요(大中臣定世)에 의해 필사된 것을 조본(祖本)으로 하는 「이세본(伊勢本)」 계통과 무로마치 시대 후기에 우라베 가네나가(卜部兼永)가 필사한 것을 조본으로 하는 「우라베본(卜部本)」 계통으로 나뉘는데, 가장 오래된 것은 「이세본」 계통으로 겐토쿠 2년/오안(應安) 4년(1371년)부터 이듬해 분추 원년/오안 5년(1372년)에 걸쳐 신후쿠지(真福寺)의 승려였던 겐유(賢瑜)가 필사한 신후쿠지본(真福寺本) 《고사기》 3첩이 현재 일본의 국보로 지정되어 있다. 이것이 「이세본」의 조본이며, 발문에는 상 ・ 하권만 사다요가 필사하고, 중권은 후지와라노 미치마사(藤原通雅)가 필사하였다고 되어 있다. 이밖에 고카 원년/에이토쿠 원년(1381년)에 필사된 도과본(道果本) 상권 전반부, 오에이 31년(1424년)에 필사된 도상본(道祥本) 상권, 오에이 33년(1426년)에 필사된 춘유본(春瑜本)이 있는데, 이 세 필사본은 모두 신후쿠지본과 가까워서 똑같이 「이세본」 계통으로 분류된다. 이밖의 사본은 모두 「우라베본」 계통이다.
고사기가 근세기 국학자들이 만든 역사서라는 위서설도 있다. 크게 고사기의 서문만 위서라는 설과 본문도 위서라는 설이 있다. 고대 일본어의 한자 표기법과 언어학적 측면에서 위서설은 부정되고 있다.

## 고사기의 신들
- 아메노미나카누시노카미
- 다카미무스히노카미
- 가미무스히노카미
- 우마시아시카비히코지노카미
- 아메노토코타치노카미

## 같이 보기
- 풍토기 (風土記)
- 일본서기
- 상궁기 (上宮記)
- 고사기전 (古事記傳)
- 일본의 상대문학사
- 천황
- 와카 (和歌)